# Sisters (duo alemão)
Sisters (geralmente estilizadas como S!sters) foram uma dupla que representou a Alemanha no Festival Eurovisão da Canção 2019 em Tel Aviv com a canção "Sister" depois de vencer a final nacional alemã Unser Lied für Israel em fevereiro de 2019. Em 10 de fevereiro, Laurita Spinelli e Carlotta Truman confirmaram que S!sters encerrou suas atividades.

## Discografia

### Singles
| Título   | Ano  | Álbum |
| -------- | ---- | ----- |
| "Sister" | 2019 | -     |